# Crash Bandicoot Nitro Kart 2
Crash Bandicoot Nitro Kart 2 (с англ. — «Крэш Бандикут Нитро Карт 2») — компьютерная мобильная игра в жанре аркадного гоночного симулятора, разработанная шведской студией Polarbit и выпущенная американским издателем Activision. Является частью серии Crash Bandicoot и сиквелом Crash Bandicoot Nitro Kart 3D; в Nitro Kart 2 используются элементы прошлых игр серии, вроде дизайна персонажей и гоночных картов. Выход игры состоялся 27 мая 2010 года в цифровом магазине приложений App Store для мобильных устройств под управлением операционной системы iOS — iPhone и iPod Touch. Игра примечательна тем, что долгое время была последним выпущенным проектом серии Crash Bandicoot, пока через семь лет, 30 июня 2017 года, не вышла Crash Bandicoot N. Sane Trilogy.
По большей части Nitro Kart 2 имеет тот же игровой процесс, что и у Nitro Kart 3D, а также других игр в жанре гонок на картах. Под управление игроку даётся один из десяти персонажей, каждый из которых обладает своими собственными характеристиками вождения и одним картом, который можно открыть для использования другими персонажами. Гонки проводятся на одной из двенадцати доступных трасс, на которых расставлены препятствия и специальные бонусы, которые позволяют получить преимущество в заезде. Важным отличием от Nitro Kart 3D стало наличие многопользовательского режима игры по Wi-Fi, который позволяет устраивать совместные заезды вплоть до четырёх игроков, а также наличие двух типов управления на выбор: с помощью гироскопа и с помощью сенсорного экрана.
Crash Bandicoot Nitro Kart 2 получила преимущественно положительные оценки от игровых журналистов. Среди плюсов обозреватели перечисляли графику, заметно улучшенную в сравнении с предыдущей игрой, визуальное оформление, дизайн трасс, саундтрек Габриэля Манна и Ребекки Ньюбл, множество разнообразных режимов игры, наличие многопользовательского онлайн-режима, соответствие эталонам жанра аркадных гонок и реиграбельность. Минусами Nitro Kart 2 назывались неудобное управление с помощью гироскопа, повышенная сложность, завышенная цена в $10, падение частоты кадров и отсутствие оригинальности в игровом процессе. Также рецензенты неоднократно сравнивали игру с другими проектами того же жанра вроде Mario Kart DS или Shrek Kart.

## Игровой процесс
Crash Bandicoot Nitro Kart 2 во многом имеет тот же игровой процесс, что и Crash Bandicoot Nitro Kart 3D. Игра принадлежит жанру гонок на картах и является типичным её представителем: игрок берёт под управление одного из доступных персонажей и соревнуется с другими гонщиками на картах. Во время заезда игрок может прыгать, уходить в занос, тормозить и ускоряться. Ускорение происходит за счёт прыжка с высоких поверхностей, при соприкосновении со специальным зелёными плитами, либо с помощью подбираемого бонуса. В Nitro Kart 2 есть два типа управления картом: с помощью гироскопа (игрок наклоняет телефон в ту или иную сторону, чтобы повернуть виртуальный руль) либо с помощью сенсорного экрана (поворот руля осуществляется скольжением пальца по специальному ползунку в левой нижней части экрана).
На трассах расставлены препятствия, попав в которые, персонаж на какое-то время застревает или теряет скорость. Маршрут на трассах нелинеен — существуют короткие пути, дающие возможность срезать дорогу и обгонять соперников, однако на таких маршрутах больше препятствий, что делает проезд по ним более тяжёлым. Также на трассах есть подбираемые бонусы (англ. Power-Ups), выполненные в виде коробок из серии Crash Bandicoot. Игрок может подобрать их, проехав сквозь них, и получить либо оружие, которым можно оглушить соперников, либо усиление вроде ускорения. Помимо бонусов на трассах разбросаны вумпа-фрукты как по отдельности, так и в специальных ящиках, в которых находится сразу несколько фруктов. Если собрать десять вумпа-фруктов, то они усилят эффект от бонусов. Набранные фрукты теряются при атаке соперников или при столкновении с ограждением трассы. Всего в Nitro Kart 2 доступно 12 различных трасс.
На выбор игроку представлено восемь разных игровых режимов, но с начала игры доступны не все, и их необходимо дополнительно открывать:
- «Cup» (с англ. — «Кубок») — минитурнир из заездов по трём различным трассам. Победа по итогу трёх заездов рассчитывается в зависимости от места, которое игрок занял в каждом отдельном заезде. Всего в игре четыре кубка[9][10][11];
- «Mission» (с англ. — «Миссия») — одиночный заезд, во время которого перед игроком ставится дополнительная задача: от сбора определённого количества предметов на трассе до выполнения различных трюков[9]. За выполнение миссий игрок награждается очками, необходимыми для открытия новых персонажей и картов[4]. Всего в игре 12 миссий, по одной на каждую трассу[8];
- «Eliminator» (с англ. — «На выбывание») — обычный заезд, но с дополнительным условием: через каждый круг из игры выбывает гонщик, занимающий последнее место по итогам круга. Побеждает единственный оставшийся гонщик[4][9][12];
- «Time Attack» (с англ. — «На время») — режим, в котором необходимо закончить гонку за минимально возможное время[9], при этом в заезде участвует только игрок. По итогам заезда сохраняется результат игрока в виде «призрака», который можно воспроизвести в будущих гонках в качестве соперника[11];
- «Collector» (с англ. — «Коллекционирование») — заезд, во время которого нужно собрать как можно больше предметов, разбросанных на трассе. Игрок может отнимать их у соперников, атакуя других гонщиков с помощью бонусов и подбирая выпавшие предметы[11]. Побеждает тот, кто соберёт больше всего предметов по окончании гонки[9];
- «Arcade» (с англ. — «Аркада») — режим, в котором игроку предстоит пройти все 12 трасс игры за ограниченное время. Если обратный отсчёт времени доходит до нуля, то игрок проигрывает. При удачном завершении круга начисляется бонусное время, необходимое, чтобы завершить режим[4][9].
- «Skill» (с англ. — «Умение») — режим для профессиональных игроков, в котором аккуратное и эффективное вождение вознаграждается очками. По результатам заезда набранное количество очков записывается в таблицу рекордов[4][9];
- «Multiplayer» (с англ. — «Многопользовательская игра») — нововведение Nitro Kart 2, которого не было в Nitro Kart 3D. Позволяет играть с другими игроками, либо локально через Bluetooth, либо онлайн через Wi-Fi. В одной игровой сессии могут принять участие до четырёх человек[13][14]. В рамках мультиплеера доступны режимы «Collector», «Eliminator» и «Versus»[5][8].

### Персонажи
Всего на выбор игроку даётся десять персонажей: четыре доступны в начале игры и ещё шесть открываются по мере набора очков в режиме «Mission». Каждый из гонщиков обладает своими собственными характеристиками вождения по трём шкалам: «Speed» (рус. Скорость), «Acceleration» (рус. Ускорение) и «Grip» (рус. Сцепление). Также каждый персонаж обладает одним картом. Позже карт каждого персонажа можно открыть для использования другими персонажами. В зависимости от карта изменяются и характеристики вождения гонщика. Помимо наиболее популярных персонажей серии вроде Крэша, Коко и Кортекса, в игру вернулась героиня Панда Йяйя, которая дебютировала в мобильной игре Crash Nitro Kart 2 от IP4U, а затем появилась в Crash Bandicoot Nitro Kart 3D от Polarbit.
- Крэш Бандикут
- Коко Бандикут
- Доктор Нео Кортекс
- Нина Кортекс
- Риппер Руa
- Кранч Бандикутa
- Доктор Н. Джинa
- Пураa
- Тигр Тайниa
- Панда Йяйяa

a Открывается по мере прохождения режима «Mission»

## Разработка и выход
Разработкой Crash Bandicoot Nitro Kart 2 занималась шведская студия Polarbit, специализирующаяся на мобильных играх. Ранее та же студия создала Crash Bandicoot Nitro Kart 3D, первый мобильный трёхмерный гоночный симулятор по серии Crash Bandicoot. Nitro Kart 3D добился определённых успехов, став самой продаваемой игрой в App Store в апреле 2009 года. Томми Форслунд, руководитель по проектам Polarbit, положительно высказался о работе с Vivendi, издателем Nitro Kart 3D. 10 июля 2008 года, спустя три месяца после выхода Nitro Kart 3D, завершилось слияние Vivendi с купившей её компанией Activision. 6 апреля 2010-го в интервью немецкому изданию MacNotes Томми Форслунд упомянул, что в разработке находится некое приложение по сторонней франшизе, анонс которого должен был состоятся «в ближайшие месяц или два». Таким образом, Nitro Kart 2 стала первой игрой серии, изданной Activision.
В отличие от Nitro Kart 3D, которая использовала упрощённые версии трасс из Crash Tag Team Racing, в Nitro Kart 2 каждая трасса была сделана с нуля и выполнена в той или иной тематике, чаще всего навеянной уровнями из игр серии Crash Bandicoot, вроде пляжей, джунглей или руин храма. Однако присутствуют и трассы, выполненные в тематике, которая в целом не свойственна серии, вроде дома с привидениями, байу и трассы в греческой стилистике. Дизайн уровней также стал более детализированным, чем в Nitro Kart 3D. В свою очередь, внешний вид героев был позаимствован не из Crash of the Titans и Crash Bandicoot: Mind Over Mutant, как в предыдущих мобильных гонках серии, а из более ранних, среди которых Crash Twinsanity. Дизайн машин был позаимствован из Crash Tag Team Racing, однако был несколько видоизменён, чтобы больше соответствовать внешнему виду карта. Как и другие проекты Polarbit, игра использует движок Fuse.
Написанием саундтрека к игре занимались Габриэль Манн и Ребекка Ньюбл, бывшие участники коллектива Spiralmouth, авторов музыки Crash Twinsanity. В отличие от Twinsanity, саундтрек которой был полностью записан в стиле а капелла, музыка в Nitro Kart 2 инструментальная, и только заглавная тема, играющая в главном меню игры, содержит вокальную партию Габриэля, который напевает мотив заглавной темы Twinsanity. Ньюбл рассказывала, что поработать над Nitro Kart 2 им с Манном предложили продюсеры прошлой игры, с которыми музыканты сотрудничали на протяжении многих лет. До этого Манн и Ньюбл уже сочиняли музыку для компьютерных игр вне состава Spiralmouth: им принадлежит саундтрек трилогии The Legend of Spyro — перезапуска серии Spyro the Dragon.
Игра вышла 27 мая 2010 года в App Store. Изначально стоимость игры составляла $10, что журналисты и игроки сочли высокой ценой для мобильной игры. Какое-то время разработчики поддерживали игру, выпуская обновления и делая акции со снижением цен вплоть до 2012 года, однако с выходом последнего обновления игра была заброшена, а потом и вовсе удалена из App Store. Тем не менее, пользователи, ранее купившие игру, всё ещё могут запустить её, однако из-за отсутствия обновлений она запускается только на старых версиях iOS. Долгое время она являлась последним выпущенным проектом серии Crash Bandicoot, пока через семь лет, 30 июня 2017 года, не вышла Crash Bandicoot N. Sane Trilogy. Следующей мобильной игрой серии после Nitro Kart 2 стал раннер Crash Bandicoot: On the Run!, вышедший 22 апреля 2020 года.

## Восприятие
| Сводный рейтинг    | Сводный рейтинг |
| Агрегатор          | Оценка          |
| ------------------ | --------------- |
| Metacritic         | 77/100          |
| Иноязычные издания |                 |
| Издание            | Оценка          |
| IGN                | 7,2/10          |
| TouchArcade        | 4/5             |
| AppSpy             | 4/5             |
| DualShockers       | 8/10            |
| Game Chronicles    | 6/10            |
| Gamezebo           | 4,5/5           |
| TouchGen           | 4,5/5           |

Crash Bandicoot Nitro Kart 2 получила в целом положительные оценки от игровых журналистов. Рейтинг игры на агрегаторе Metacritic составил 77 баллов из возможных 100 на основе 7 рецензий, 5 из которых были положительными, 2 — смешанными. Nitro Kart 2 также вошла в список «Лучших мобильных гоночных игр» по версии сайта Kotaku, где заняла второе место среди приложений для iOS, опередив Rally Master Pro от Fishlabs, но уступив первое место Real Racing от Firemint. В аналогичном списке от Pocket Gamer, «Топ 10 гоночных игр для iPhone и iPad», игра заняла третье место, уступив DrawRace 2 от Ubisoft RedLynx и сиквелу Real Racing.
Ливай Бьюкенен, представляющий издание IGN, как и многие другие рецензенты, сравнил Nitro Kart 2 с серией Mario Kart, считающейся родоначальником жанра гонок на картах. Журналист назвал Mario Kart эталоном жанра и, посчитав, что игра этой серии никогда не выйдет на iPhone, предложил читателям попробовать Nitro Kart 2. Он отметил успех первой части, Crash Bandicoot Nitro Kart 3D, которая в числе прочих мобильных игр помогла продвинуть iPhone как полноценное игровое устройство. Однако он заметил, что сиквел не добавляет ничего принципиально нового и лишь исправляет некоторые технические огрехи оригинала, в том числе посредственную графику. Игру он назвал достойным представителем жанра, но посетовал на отсутствие чего-либо оригинального, что выделяло бы Nitro Kart 2 на фоне других гонок на картах на iPhone.
Митч Дайер из GamesRadar также пожаловался на «стандартность» игры и отсутствие каких-либо «революционных» нововведений, но в целом тон рецензии был положительный. Он охарактеризовал Nitro Kart 2 как красочную, простую и забавную игру, главным достоинством которой является её следование канонам жанра и вызываемое ею чувство ностальгии, как по играм серии Crash Bandicoot на PlayStation, так и по играм серии Mario Kart на SNES. «Это ностальгическая зона комфорта, которую мы можем спрятать в карман», — писал Дайер. Журналист также выделил на удивление хорошо сделанные гоночные трассы: достаточно простые, чтобы не беспокоиться о препятствиях на маршруте, но и достаточно сложные, чтобы опытные игроки заметили развилки и короткие пути, полные ускорений и оружия.
Джаред Нельсон в рецензии для TouchArcade отметил, что сиквел берёт лучшие элементы первой части и улучшает их, также добавляя много нового контента. Среди плюсов Nitro Kart 2 Нельсон перечислил красивую графику и визуальное оформление, наличие поддержки многопользовательской игры онлайн и множество различных режимов игры, но посетовал на завышенную сложность некоторых из них. Журналист отметил, что модели персонажей и картов стали значительно лучше, чем в прошлой части, благодаря большему количеству полигонов. Положительного отзыва удостоился и саундтрек. Рецензент посоветовал Nitro Kart 2 всем поклонникам первой части и тем, кто ищет игру жанра гонок на картах в AppStore. Нельсон посчитал, что игра представляет собой наиболее близкий к возможному для iPhone аналог Mario Kart DS для портативной консоли Nintendo DS.
Джим Сквайрс из Gamezebo положительно оценил Crash Bandicoot Nitro Kart 2 и тоже сравнил её с Mario Kart DS. Сквайрс похвалил запоминающуюся музыку, визуальное оформление и разнообразность режимов игры. Отдельно обозреватель выделил режим многопользовательской онлайн-игры, который назвал самым серьёзным улучшением Nitro Kart 2 в сравнении с прошлыми частями серии. Более сдержанно был оценён игровой процесс. Хоть Джим и похвалил дизайн трасс, он отметил, что на них встречаются места, в которых легко застрять из-за отсутствия заднего хода в управлении картом. «Поскольку в игре отсутствует возможность ездить задним ходом, быстро отступить и вернуться в бой не получится. Вы можете потратить около десяти секунд в попытках выбраться из западни, но к тому времени, когда вы освободитесь, наверстать упущенное уже не получится», — писал Сквайрс.
Кайл Хиллиард, обозреватель сайта Game Chronicles, полностью раскритиковал управление, окрестив его наиболее существенным минусом игры, причём негативно были восприняты оба метода управления: как с помощью гироскопа, так и с помощью сенсорного экрана. Управление гироскопом подразумевает наклон телефона в ту или иную сторону, и, как отмечает автор, это мешает сосредоточиться на происходящем на экране. Он также отметил падение частоты кадров, когда на экране находятся другие гонщики. Как и другие журналисты, Хиллиард причислил к плюсам Nitro Kart 2 «мультяшную» графику, режимы игры, в том числе и онлайн, а также музыку, которую назвал «феноменальной». «На самом деле это не вина игры, это вина платформы. Такие игры плохо работают на iPhone», — подводит итог Хиллиард.